# 埃达克 (阿拉斯加州)
埃达克（英語：Adak），是美国阿拉斯加州的一座城市，也是美国领土最西端的城市。该市的人口在2000年为316人，2010年有326人。人口在阿拉斯加州排行第83。